# Diospyros yaouhensis
Diospyros yaouhensis är en tvåhjärtbladig växtart som först beskrevs av Rudolf Schlechter, och fick sitt nu gällande namn av André Joseph Guillaume Henri Kostermans. Diospyros yaouhensis ingår i släktet Diospyros och familjen Ebenaceae. Inga underarter finns listade i Catalogue of Life.